# Maszewo Lęborskie
Maszewo Lęborskie (dodatkowa nazwa w j. kaszub. Maszewò Lãbòrsczé, niem. Groß Massow) – wieś kaszubska w Polsce położona w województwie pomorskim, w powiecie lęborskim, w gminie Cewice na obszarze kompleksu leśnego Puszczy Kaszubskiej.
W latach 1975–1998 miejscowość administracyjnie należała do województwa słupskiego.
Przez wieś przechodzi nieczynna linia kolejowa 237 Lębork-Bytów, przy której znajdowała się stacja kolejowa obsługująca miejscowość.